# Tamon Yamaguchi
Tamon Yamaguchi (山口 多聞, Yamaguchi Tamon), né le 17 août 1892 à Koishikawa et mort le 5 juin 1942 au combat près des îles Midway, est un amiral de la Marine impériale japonaise.
Brillant élève de l’Académie navale impériale, il a fait deux ans d'études, dans les années 1920, à l'université de Princeton, et a été dans le début des années 1930 attaché naval aux États-Unis. Contre-amiral, il a participé à la guerre sino-japonaise comme chef d'état-major de la 5e Flotte japonaise, puis pendant la Guerre du Pacifique, comme commandant de la 2e division de porte-avions, il a participé à l'attaque de Pearl Harbor, et au raid sur Ceylan. Le 5 juin 1942, il reste volontairement sur son navire amiral, le porte-avions Hiryū, achevé par un destroyer japonais à la suite de très graves dommages subis lors de la défaite japonaise à la bataille de Midway la veille.

## Carrière

### Avant la Guerre du Pacifique
Diplômé de la 40e promotion de l'académie navale impériale du Japon, classé 2e sur 144 élèves en 1912, il embarque comme midship (Shōi Kōhosei), sur le croiseur cuirassé Soya (ex-russe Varyag) et sur le cuirassé pré-dreadnought Settsu. Comme enseigne de vaisseau (Shōi et Chūi) de 1913 à 1918, il embarque sur le croiseur protégé Chikuma (en) et sur le cuirassé pré-dreadnought Aki, il suit les cours de l'École de Canonnage et de l'École de Torpillage puis il embarque sur le destroyer Kashi. Comme lieutenant de vaisseau (Daii) de 1918 à 1924, il occupe plusieurs postes à terre, aux districts navals de Yokosuka, Kure et Sasebo, et suit les cours avancés de l'École de Torpillage. De 1921 à 1923, il suit les cours de l'Université de Princeton, aux États-Unis. De retour au Japon, il embarque sur le cuirassé Nagato. et enseigne à l'École de Torpillage. Comme capitaine de corvette (Shōsa) de 1924 à 1928, il suit les cours de l'École de Guerre Navale, puis sert à l'état-major de la 1re Escadre de Sous-marins et à l'État-Major Général de la Marine. Promu capitaine de frégate (Chūsa) en 1928, il voyage aux États-Unis, en 1929, il fait partie de la délégation japonaise à la Conférence préparatoire au Traité naval de Londres de 1930, puis il est nommé commandant en second du croiseur Yura. Fin 1930, il retourne à l'État-Major général de la Marine, puis est instructeur à l'École de Guerre navale. Promu Capitaine de vaisseau (Daisa) fin 1932, il est nommé attaché naval à Washington, en juin 1934. De retour au Japon en 1936, il reçoit le commandement du croiseur Isuzu, puis du cuirassé Ise.
Promu contre-amiral le 15 novembre 1938, il devient chef d'état-major du vice-amiral Kondō, nouveau Commandant-en-Chef de la 5e Flotte, qui opère à ce moment contre la Chine, dans le cadre de la Guerre sino-japonaise (1937-1945). Il est alors considéré comme un des officiers généraux les plus brillants de sa génération, promis aux plus hautes charges, certains le voient comme un successeur possible de l'amiral Yamamoto. Comme commandant du 1er Groupe combiné aérien, à partir du 15 janvier 1940, il dirige la campagne de bombardements de saturation en Chine centrale pendant l'année 1940. Le 1er novembre 1940, il est nommé commandant de la 2e division de porte-avions, les Sōryū et Hiryū.

### À Pearl Harbor et au printemps 1942

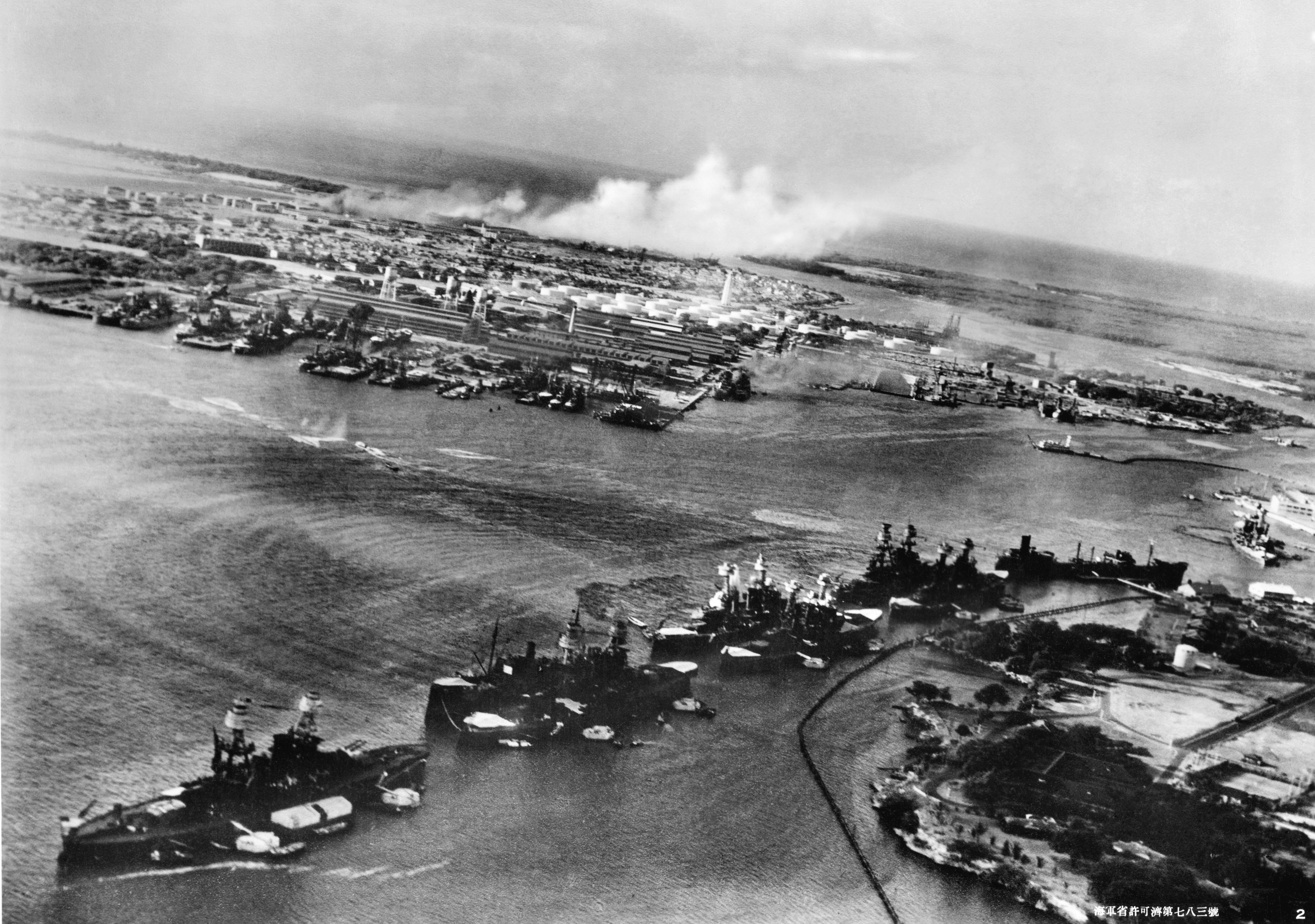
À l'attaque de Pearl Harbor, les cuirassés de la Flotte américaine du Pacifique ont été la cible principale de l'aviation embarquée sur les six porte-avions du vice-amiral Nagumo

À Pearl Harbor, le contre-amiral Yamaguchi ayant sa marque sur le Sōryū, la 2e division de porte-avions a participé aux deux vagues d'assaut lancées par l'aviation embarquée du vice-amiral Nagumo. L'USS Arizona a explosé, l'USS Oklahoma a chaviré, le vieux cuirassé-cible USS Utah a été coulé et a été définitivement perdu, les USS Nevada, California, et West Virginia sont également coulés, mais ont pu être renfloués, les USS Pennsylvania, Tennessee, et Maryland furent plus ou moins gravement endommagés et devront subir de longues réparations, voire de véritables reconstructions. Les grands croiseurs légers USS Helena et Honolulu et le croiseur léger Raleigh ont été endommagés. L'aviation américaine basée à terre a été détruite,.
Sur le chemin du retour au Japon, les deux porte-avions du contre-amiral Yamaguchi ont été détachés pour aller bombarder Wake, qui résistait encore à l'attaque japonaise le 23 décembre. En janvier ils ont gagné Palaos, et sont allés bombarder Amboine, le 31 janvier, puis ils ont participé au bombardement de Port Darwin, le 19 février. Partant de la baie de Staring (en), dans les Célèbes, ils ont opéré ensuite contre le trafic allié, au sud de Java, fin février-début mars. Avec l'Akagi et la 5e division de porte-avions (les Shōkaku et Zuikaku), ils sont repartis, fin mars, pour l'Océan Indien, en vue de lancer un raid sur Ceylan, contre la Flotte britannique d'Orient (Eastern Fleet), dont le vice-amiral Sir James Somerville venait de rendre le commandement en chef.
L'attaque de l'aviation embarquée japonaise, le 5 avril 1942, sur Colombo, trouva une rade presque vide, l'amiral britannique ayant décidé de replier ses grands navires sur l'atoll d'Addu dans les Maldives. Mais un hydravion de reconnaissance du croiseur japonais Tone a repéré les croiseurs lourds HMS Cornwall et HMS Dorsetshire à 320 km au sud-ouest de Ceylan. Attaqués par l'aviation embarquée japonaise, ils ont été coulés. L'amiral britannique, ne parvenant pas à localiser les porte-avions japonais, rappela le porte-avions HMS Hermes, qui était en réparations à Trinquemalay quand l'aviation japonaise vint bombarder cette base le 9 avril. Un avion de reconnaissance du cuirassé rapide Haruna a repéré à la mer ce petit porte-avions ancien, alors sans avions à son bord, et les avions embarqués japonais l'ont coulé.
En rentrant au Japon, la 2e division de porte-avions a brièvement participé à la vaine recherche de la Task Force 16, qui rentrait d'avoir lancé le raid sur Tokyo, tandis que la 5e Division de porte-avions se dirigeait vers Truk, pour couvrir l'opération Mo.

### À la bataille de Midway
Afin de contraindre la flotte américaine du Pacifique à une « bataille décisive », le commandant en chef de la Flotte combinée, l'amiral Yamamoto, entendait, au début de juin 1942, attaquer l'île de Midway, position avancée américaine dans le Pacifique central. Les 1re et 2e divisions de porte-avions, constituant la force de frappe de la 1re Flotte aérienne, aux ordres du vice-amiral Nagumo, devaient en affaiblir les défenses, avant un débarquement qui serait effectué sous la protection de la 2e Flotte du vice-amiral Kondō, débarquement qui aurait dû provoquer la sortie de Pearl Harbor de la flotte du Pacifique et permettre un affrontement avec la flotte de ligne japonaise, sous le commandement personnel de l'amiral Yamamoto. Ce plan avait cependant deux faiblesses. D'abord, il supposait que les Américains fussent pris par surprise, or le décryptage du code japonais avait permis à l'amiral Nimitz, commandant en chef de la flotte du Pacifique de savoir qu'une opération était en préparation, avec pour cible Midway, et il avait fait appareiller trois porte-avions répartis au sein de deux Task Forces, pour prendre position à 350 nautiques au nord-est de Midway. Ensuite, les Japonais ne savaient pas exactement à quelles forces ils auraient à faire face, pensant que, outre l'USS Lexington coulé à la bataille de la mer de Corail, le second porte-avions américain qui y avait été engagé (USS Yorktown), y avait été détruit, ou à tout le moins serait indisponible, ce qui ne sera pas le cas, tandis que leurs reconnaissances, tant aériennes que par sous-marins, ne leur ont pas permis de prévoir quelles seraient les forces américaines à la mer.

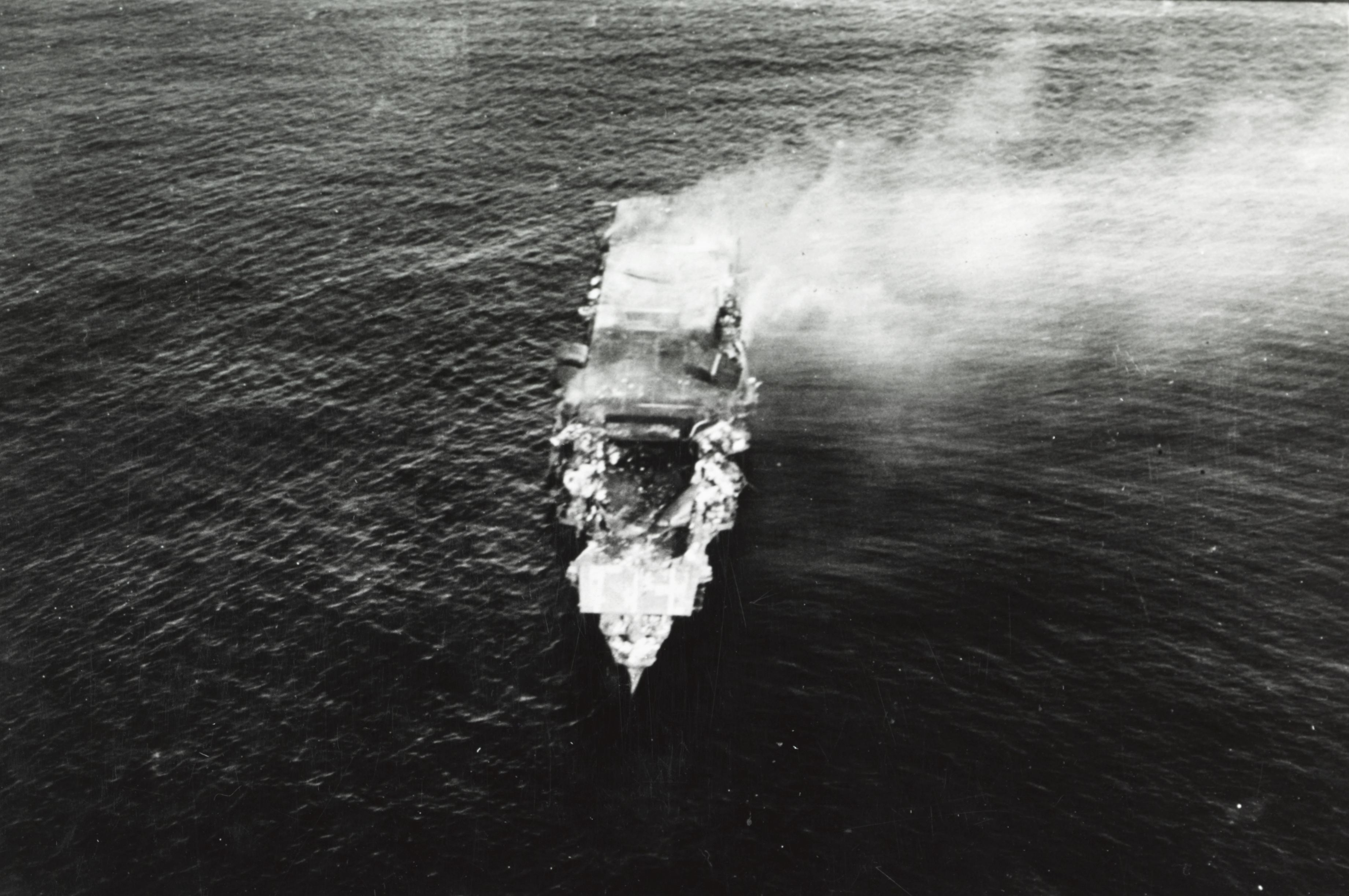
Le porte-avions Hiryū, navire amiral du contre-amiral Yamaguchi, en flammes, au lever du soleil le 5 juin 1942

Le 4 juin, dès 4 h 30, les porte-avions de la 2e division ont lancé, avec l'Akagi , la première attaque contre l'île de Midway et ont fait face, entre 7 h 55 et 8 h 30, aux attaques assez peu efficaces de l'aviation basée sur l'île. Alors que les porte-avions japonais allaient lancer une deuxième attaque sur l'île de Midway, les reconnaissances aériennes ont confirmé, vers 8 h 20, la présence à la mer des porte-avions américains. Le contre-amiral Yamaguchi a demandé l'autorisation de les attaquer sans délai, mais le vice-amiral Nagumo a jugé préférable d'armer d'abord les avions de torpilles à la place de bombes, en attendant le retour de la première vague. Les attaques de l'aviation embarquée américaine ont eu lieu à 10 h 25 alors que les préparatifs japonais n'étaient pas achevés. Le résultat a été catastrophique sur trois porte-avions japonais, dont le Sōryū, qui, touchés, ont été la proie des flammes. Mais le Hiryū, sur lequel le contre-amiral Yamaguchi avait sa marque, était indemne.
À 11 h, une première vague d'assaut de bombardiers en piqué japonais a décollé, elle a atteint l'USS Yorktown vers midi et l'a immobilisé, mais une heure et demie plus tard, le porte-avions américain, ses incendies maîtrisés mais non éteints, marchait à nouveau à 20 nœuds. Vers 14 h 30, une seconde vague d'assaut de bombardiers-torpilleurs a mis plusieurs torpilles au but et les Japonais ont cru avoir atteint un second porte-avions, ce qui, selon eux, signifiait que tous les porte-avions américains étaient hors de combat, alors que les USS Enterprise et Hornet étaient encore opérationnels, c'est-à-dire la Task Force 16 que commandait le contre-amiral Spruance, en remplacement du vice-amiral Halsey, malade. Entre 15 h 30 et 16 h, quarante bombardiers ont décollé des deux porte-avions américains, et, vers 17 h, ils ont mis le Hiryū en flammes, mais ne l'ont pas coulé. Le Hiryū a brûlé toute la nuit, et le 5 juin vers 5 h, son équipage a été évacué sur deux destroyers japonais et ordre a été donné à un troisième destroyer d'achever le porte-avions qui ne s'est finalement abîmé dans l'océan que vers 9 h,.
Le contre-amiral Yamaguchi a choisi de rester à bord, et la légende veut qu'il devisait alors avec son capitaine de pavillon sur la beauté du clair de lune. L'esprit des samouraïs et son mépris de la mort ont ainsi privé la Marine Impériale japonaise d'un de ses meilleurs tacticiens, qui a été nommé vice-amiral à titre posthume.